# كاماينومورايسكو
بلدية كاماينومورايسكو (بالإسبانية: Caminomorisco)‏، هي بلدية تقع في مقاطعة قصرش والتي تقع في منطقة إكستريمادورا، غرب إسبانيا.
يبلغ عدد سكانها 1.265 نسمة وفقاً لإحصائية سنة (2002).